# Khướu ngực trắng
Hoét ngực trắng, tên khoa học Trichastoma rostratum, là một loài chim trong họ Pellorneidae.